# Alex Thomson (velista)
Alex Thomson (Bangor, 18 aprile 1974) è un velista britannico, skipper dell'imbarcazione Hugo Boss.

## Biografia
Nel 1999 vincendo la Clipper Round The World Race su Arial diventa il più giovane skipper a vincere un giro del mondo a vela. Ha partecipato alle principali regate in solitario e detiene il record della maggiore distanza percorsa in 24 ore per monoscafi in solitaria: 535,34 miglia marine coperte ad una velocità media di 22,36 nodi.
Questo record è stato realizzato nel corso del Vendée Globe 2016, sua quarta partecipazione alla regata intorno al mondo al termine della quale si è classificato secondo, alle spalle del francese Armel Le Cléac'h stabilendo anche i record di miglior tempo per coprire le distanze tra Les Sables d'Olonne e l'Equatore (9 g 7 h 02 min) ed il Capo di Buona Speranza (17 g 22 h 58 min).
Nel 2018 prende parte con il suo IMOCA Hugo Boss alla 11ª edizione della Route du Rhum. Partito il 4 novembre da Saint Malo e dopo aver dominato fino a quel momento la regata, la notte del 16 novembre la sua barca è finita sugli scogli della punta nord dell'isola di Guadalupa. Utilizzando il motore, Thomson è riuscito a disincagliarsi e a concludere la regata con il tempo record per la classe IMOCA di 11g 23h 10' 58". Appena tagliata la linea d'arrivo gli viene però comunicata una penalizzazione di 24h per aver utilizzato il motore e pertanto il suo tempo ufficiale diventa 12g 23h 10' 58" che lo fa scivolare al terzo posto nella classifica della categoria IMOCA e all'8° di quella assoluta.